# Zénodore (sculpteur)
Pour les articles homonymes, voir Zénodore.
Zénodore est un sculpteur grec du Ier siècle.
Selon Pline l'Ancien, il fut chargé par les Arvernes de fondre une statue colossale de Mercure, qui exigea dix ans de travail et rapporta 400 000 sesterces à son auteur.
Ayant ainsi prouvé ses talents en province, il fut appelé par Néron afin d'élever à Rome la statue de cet empereur. Cette statue, appelée Colosse de Néron (qui donna ensuite son nom au Colisée), n'avait pas moins de 33 mètres de haut et fut placée dans le vestibule de la Domus aurea. Après la chute de Néron, Vespasien la consacra au dieu Soleil Apollon Hélios, dont la tête remplaça celle de Néron. 
Des fouilles effectuées en mars 2007 par l'Inrap à Clermont-Ferrand, à l'emplacement de l'ancienne gare routière (quartier des Salins), ont mis au jour un élément de statuaire antique exceptionnel, consistant en un pied droit de 60 cm, chaussé d’une sandale très richement décorée, appartenant à une statue en alliage cuivreux de près de 4 m de hauteur. Bien que les dimensions de cette statue ne soient pas « colossales », il s'agit néanmoins d’une œuvre prestigieuse qui pourrait être du ciseau de Zénodore ou venir de son atelier. D'autres hypothèses en font la statue d'un empereur de la dynastie des Antonins, par exemple Trajan.